# Jean Quartenoud
Pour les articles homonymes, voir Quartenoud.
Jean Quartenoud, originaire de Treyvaux, né à Matran le 25 juillet 1859 et mort à Fribourg le 11 juillet 1938 est un ecclésiastique, journaliste et pédagogue suisse.

## Biographie
Fils de Jacques Louis Charles et de Marie née Grosset, Jean Quartenoud est né le 25 juillet 1859 à Matran, dans le canton de Fribourg. Après une formation primaire effectuée à Matran, Jean Quartenoud fréquente le Collège Saint-Michel de 1871 à 1879, dont il est interne. Il entre au Grand Séminaire en 1879, encouragé par son cousin, le chanoine Joseph Schorderet, fondateur de La Liberté.

### Ecclésiastique
Ordonné prêtre le 22 juillet 1883, il est nommé vicaire à Châtel-St-Denis où il donne également des cours à l'École latine. Il est choisi comme vicaire du curé Paul Perriard à Fribourg, puis comme coadjuteur du Chapitre en 1884. En 1894, il est nommé chanoine de Saint-Nicolas.
Le 14 février 1925, le Grand Conseil l'élit 25e prévôt de l'église Saint-Nicolas, érigée, l'année précédente, en cathédrale de l'évêque de Lausanne, Genève et Fribourg. Jean Quartenoud est désormais appelé Monseigneur.

### Journaliste
En 1886, il entre comme journaliste à La Liberté. Il y tient un aperçu quotidien de la vie internationale ainsi qu'une rubrique de défense de la langue française. En 1906, il devient rédacteur en chef du journal à la suite de la démission d'Emile Bise. Sous son égide, de 1906 à 1938, le tirage du journal a presque triplé, passant de 4 200 à 11 000 exemplaires.

### Pédagogue
En 1889, son ami, le conseiller d'État Georges Python, le nomme directeur de l'école secondaire des jeunes filles de la ville de Fribourg (aujourd'hui cycle d'orientation de Jolimont), poste qu'il tiendra jusqu'en 1922. Sa carrière de pédagogue s'enrichit de cours donnés au Collège St-Michel (Fribourg) de 1890 à 1898 ; d'un poste d'inspecteur des écoles primaires (1898-1906) et de la Présidence de la Commission cantonales des Études (1925-1938).

### Fin de vie
Proche de ses 79 ans et toujours actif professionnellement, Jean Quartenoud décède accidentellement le lundi 11 juillet 1938 à Fribourg, renversé par une remorque de bus.

## Culture et sociétés
Il est membre de la Société des Amis des Beaux-Arts (1888) et de la Société d'histoire du canton de Fribourg (1888). Il s'occupe également de théâtre à la Nuithonia et de journalisme au Monatrosen (1888-1907), la revue des Étudiants suisses.

### Distinctions
Jean Quartenoud a reçu les distinctions suivantes :
- 1922 : Officier de l'Ordre de Georges Ier (Grèce) ;
- 1936 : Chevalier de la Légion d'honneur[5] ;
- 1937 : Docteur honoris causa de l'Université de Fribourg[4] ;
- Palmes académiques de l'Académie de littérature polonaise de Varsovie.

## Sources
- « Famille Quartenoud », sur genealogiesuisse.com (consulté le 16 avril 2013)
- « Jean Quartenoud », sur une archive du site du C.O. de Jolimont (consulté le 16 avril 2013)